# Halictus kiwuensis
Halictus kiwuensis là một loài Hymenoptera trong họ Halictidae. Loài này được Strand mô tả khoa học năm 1911.